# فيليكس روت

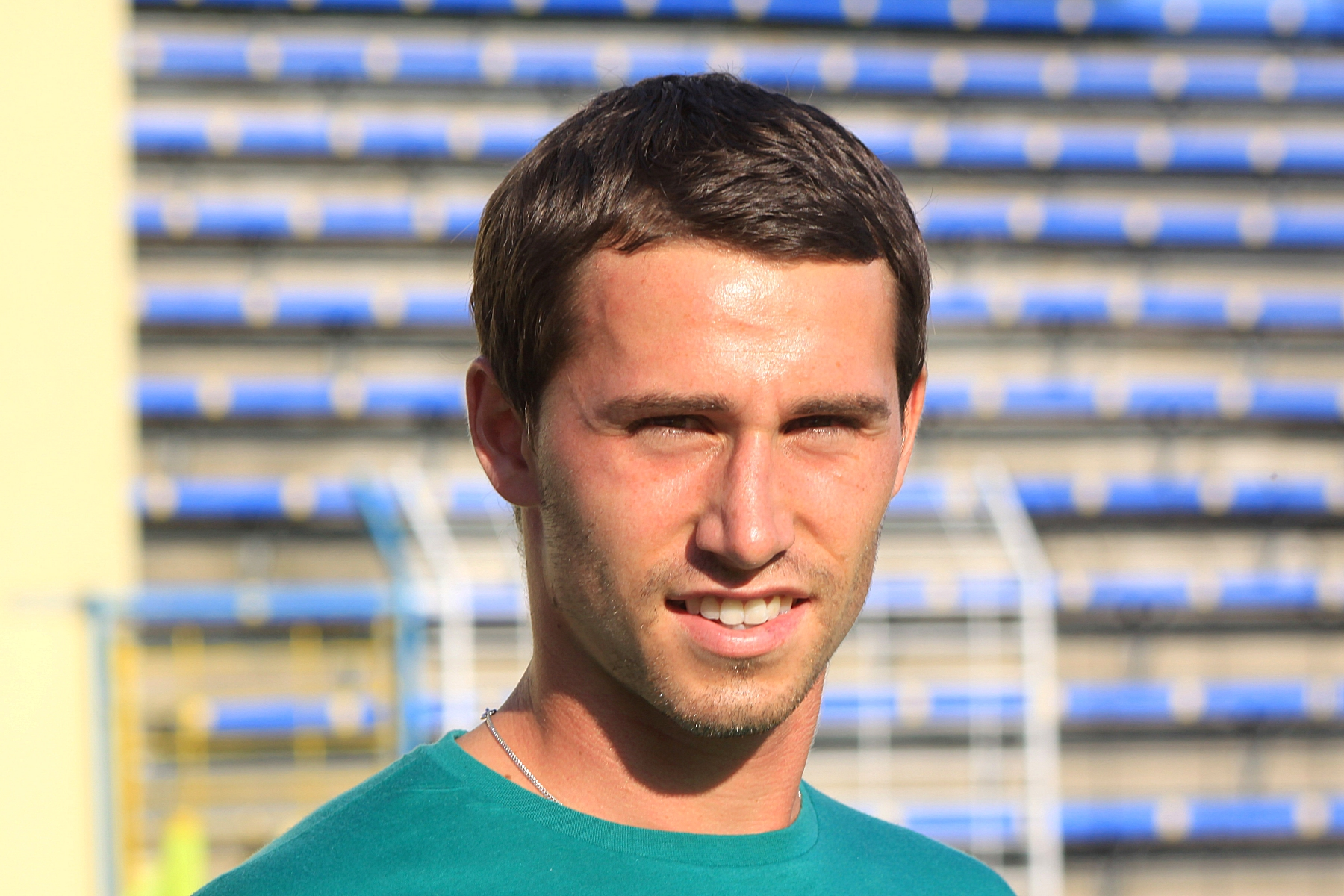

فيليكس روت (بالألمانية: Felix Roth)‏ (مواليد 13 نوفمبر 1987 في أوفينبورغ - ألمانيا) لاعب كرة قدم ألماني يلعب حاليا لصالح نادي الدرجة الأولى فرايبورغ الألماني منذ 2001 في مركز المهاجم.

## روابط خارجية
- فيليكس روت على موقع قاعدة بيانات كرة القدم.إي يو (الإنجليزية)
- فيليكس روت على موقع بيانات كرة القدم. دي إي (الألمانية)
- فيليكس روت على موقع Soccerway.com (الإنجليزية)
- فيليكس روت على موقع عالم كرة القدم.نت (الإنجليزية)